# Peter Claffey
Peter Claffey, né en 1996 à Portumna dans le comté de Galway, est un acteur irlandais et joueur de rugby à XV.
Il a décroché le rôle principal de Duncan dans la série HBO A Knight of the Seven Kingdoms attendue pour fin 2025. Sa carrière cinématographique a débuté en 2022 avec de brèves expériences télévisées dans les séries Harry Wild (en) et Bad Sisters. Peter Claffey fait ensuite de courtes apparitions dans la troisième saison de Vikings: Valhalla et dans l'adaptation cinématographique Tu ne mentiras point.

## Biographie
Peter Claffey fait ses débuts dans la vie professionnelle dans le domaine du rugby à XV, évoluant au poste de deuxième ligne avec la franchise de Connacht Rugby ; il y met un terme en 2018.